# Nuevo Partido Daichi

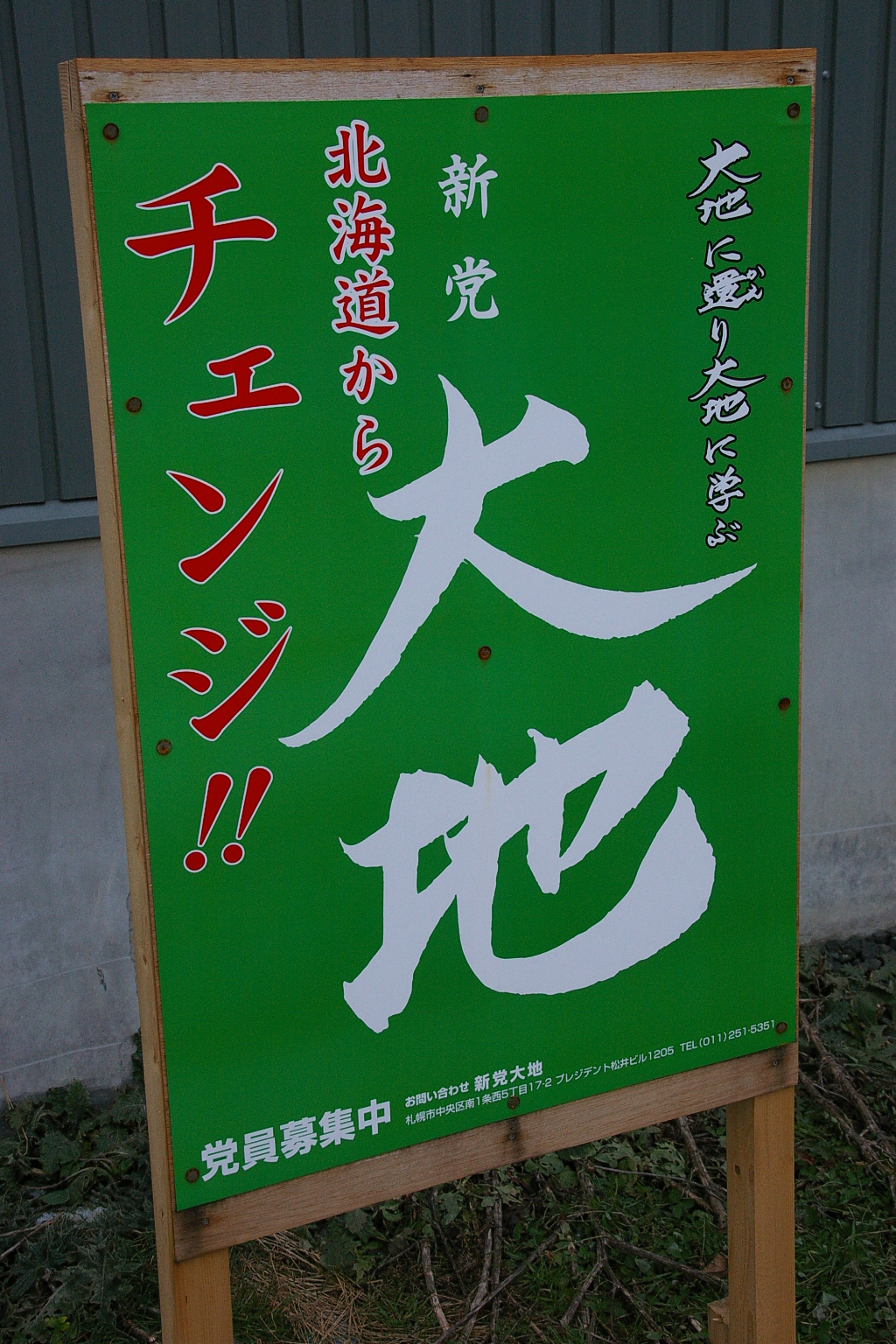
Póster del Nuevo Partido Daichi.

El Nuevo Partido Daichi (新党大地 Shintō Daichi?), conocido también como Nuevo Partido de la Gran Tierra es un partido político japonés creado el 18 de agosto de 2005. El presidente del partido es el antiguo miembro del Partido Liberal Democrático Suzuki Muneo. Suzuki renunció del PLD en junio de 2002 luego de ser arrestado por ser sospechoso al aceptar sobornos. Fue encarcelado por cohecho y otros cargos en el 2003, y anunció la creación del partido cuando salió libre por fianza. Fue un crítico de las políticas de Koizumi Jun´ichiroy de la privatización postal.
Está registrado como partido político regional de Hokkaidō. En las elecciones generales de 2005 Suzuki fue el único miembro electo para la Cámara de Representantes de Japón con un escaño proporcional en el bloque de Hokkaido. En las elecciones generales de 2009 se han postulado dos candidatos.